# باران‌سنج
باران‌سنج ابزاری است که با استفاده از آن میزان بارندگی را در مدت زمانی معینی اندازه می‌گیرند. کشورهای مختلف در سراسر جهان برای ثبت میزان بارندگی در مکان‌های مختلف، از این وسیله استفاده می‌کنند. واحد اندازه‌گیری باران میلی‌متر است. نوع معمولی باران‌سنج به شکل یک استوانه با درپوش متحرک است. در داخل استوانه لوله‌ای باریک و دراز وجود دارد. این لوله میزان باران را نشان می‌دهد و سر آن به قیف متصل است. باران از روی قیف داخل لوله می‌رود. سطح این قیف‌ها ده برابر سطح لوله است. به این ترتیب، اگر یک میلی‌متر باران بر سطح قیف ببارد، ده میلی‌متر از لوله را پر خواهد کرد. سپس مقدار باران در لوله به‌وسیلهٔ خط‌کش اندازه‌گیری می‌شود. به ازای هر ده میلی‌متر از لوله که پر شود، یک میلی‌متر به‌عنوان میزان بارندگی ثبت می‌شود. اگر باران خیلی شدید باشد که لوله پر شود، آب اضافی از لوله سرریز شده و به استوانه می‌ریزد. سپس مقدار باران داخل لوله را اندازه‌گیری می‌کنند و بعد از آن آب داخل استوانه را به لوله منتقل و آن را هم اندازه‌گیری می‌کنند. میزان بارندگی برابر است با جمع این دو مقدار. باران‌سنج معمولاً در زمین‌هایی که به دور از ساختمان و خالی از درخت باشند قرار داده می‌شود تا این اندازه‌گیری دقیق و درست انجام شود. گونه‌ای از آن برف‌سنج است.

## تاریخچه

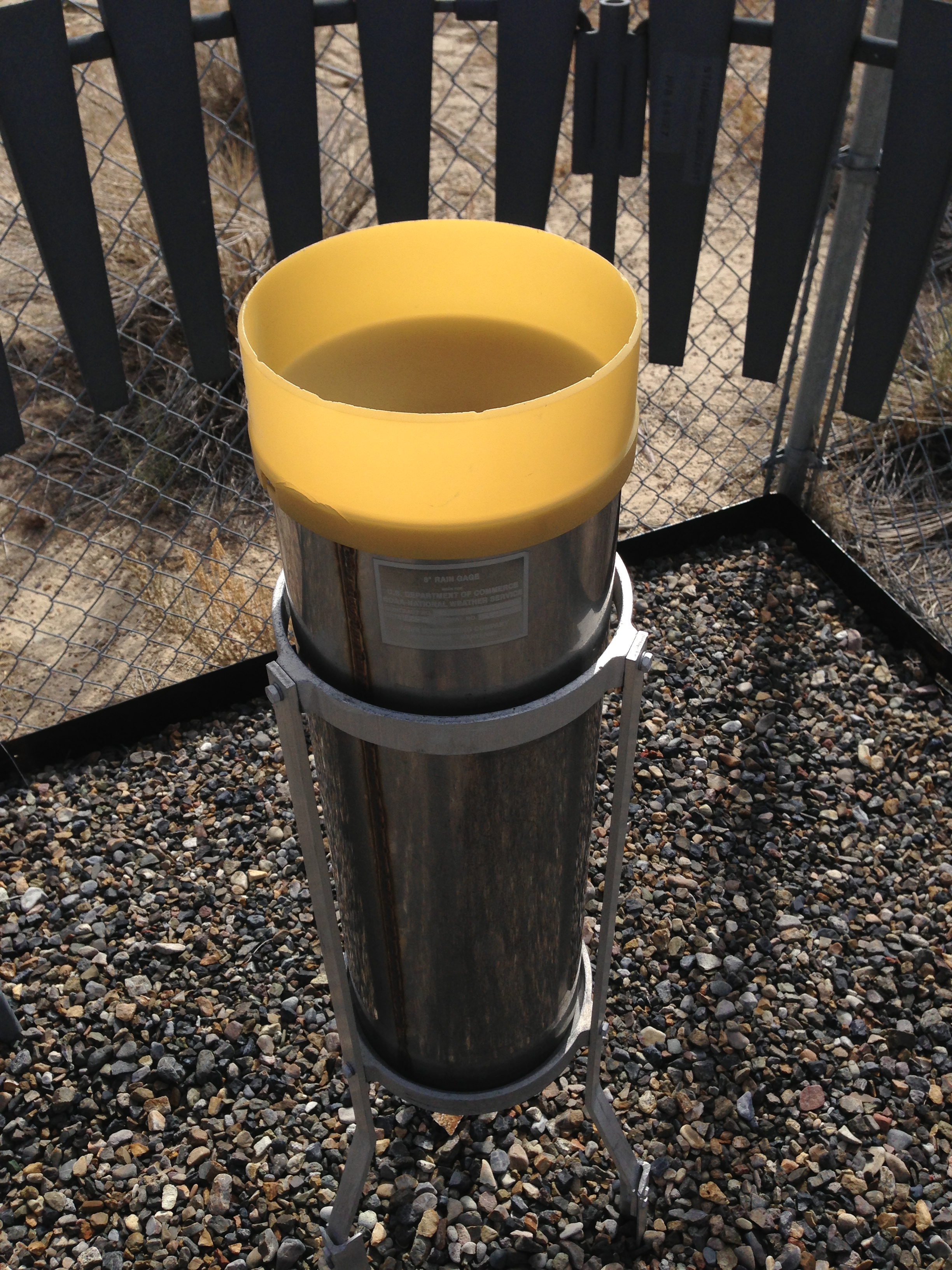
باران‌سنج استاندارد اداره ملی اقیانوسی و جوی ایالات متحده

مردم ساکن هند و یونانیان باستان در حدود ۴۰۰ تا ۵۰۰ سال قبل از میلاد شروع به ثبت بارندگی کردند. در هند بارندگی‌های ثبت شده با رشد مورد انتظار هماهنگی داشت. بر همین اساس، در ارته‌شاستره امپراتوری ماگدها استانداردهای دقیقی برای تولید غلات تعیین شد. حکومت امپراتوری جهت تعیین اندازه مالیات از باران سنج استفاده می‌کرد. اندازه‌گیری بارندگی در متن یهودی فلسطین نیز ذکر شده است. در سال ۱۲۴۷، سانگ، ریاضیدان و مخترع چینی، برف‌سنج و باران‌سنج حوضه تیانچی را برای مرجع اندازه‌گیری باران و بارش برف و همچنین سایر اشکال داده‌های هواشناسی اختراع کرد.
در سال ۱۴۴۱، ابزار چوگوگی در زمان سلطنت سجونگ بزرگ از سلسله چوسان کره به عنوان اولین باران سنج استاندارد اختراع شد. در سال ۱۶۶۲، کریستوفر رن اولین باران سنج سطلی را در بریتانیا با همکاری رابرت هوک ایجاد کرد.